# لیون ۹۳۸۱
سیارک ۹۳۸۱ (به انگلیسی: 9381 Lyon، نامگذاری:1993RT19) نه هزار و سیصد و هشتاد و یکمین سیارک کشف شده‌است که در ۱۵ سپتامبر ۱۹۹۳ کشف شد.
قدر مطلق سیارک برابر ۱۳٫۱۰ است.